# Salem (Dakota Południowa)
Salem – miasto w Stanach Zjednoczonych, w stanie Dakota Południowa, w hrabstwie McCook.